# Бабий, Зиновий Иосифович
Зино́вий Ио́сифович Баби́й (27 января 1935, Львовское воеводство — 28 июля 1984, Минск) — выдающийся советский оперный и камерный певец (драматический тенор). Народный артист Белорусской ССР (1964).

## Биография
Зиновий Иосифович Бабий родился 27 января 1935 года в небольшом западно-украинском селе Подсадки на Львовщине в крестьянской семье. Отец — Бабий Иосиф Гаврилович, мать — Бабий(в девичестве Бамбура) Мария Томовна.
В 1952 г. поступил в львовское музыкальное училище по классу бандуры и пел басом. Встречи с педагогом Петром Родионовичем Колбиным, определившим природу его голоса как драматический тенор, позволили Зиновию перейти на вокальное отделение в его классе.
В 1954 г. был призван в ряды вооруженных сил, где стал солистом «Ансамбля песни и пляски Прикарпатского Военного округа».
Маршал Конев, в ту пору командирующий Прикарпатского Военного округа, услышав молодого солиста ансамбля, был столь впечатлен его выступлением, что отдал приказ о досрочном увольнении из рядов вооруженных сил с целью дальнейшего продолжения учебы.
В 1957 году Зиновий становится студентом Киевской Государственной консерватории и одновременно получает приглашение на работу в труппу прославленного киевского театра, где его партнерами и учителями становятся Борис Гмыря, Михаил Гришка, Михаил Роменский, Лидия Ржецкая, Лариса Руденко. В том же году в возрасте 22-х лет, певец дебютировал в операх «Кармен», «Сельская часть», «Запорожец за Дунаем».
В период с 1957 по 1959 годы певец подготовил партии Радамеса в опере «Аида», Манрико в «Трубадуре», Герцога в «Риголетто», Рудольфа в «Богеме», Каварадосси в «Тоске», Пинкертона в «Мадам Батерфляй», Канио в «Паяцах».
В 1958 году состоялось знакомство молодого певца с патриархом советских теноров Иваном Козловским. Козловский был настолько пленен красотой и мощью уникального голоса, что назвал Зиновия Бабия и его голос государственной ценностью, достоянием Советского Союза, о чём неоднократно заявлял на протяжении всей карьеры Зиновия.
В 1959 году певец возвращается на Родину, в город Львов, где становится ведущим солистом львовской оперы.
В 1960 году Зиновий знакомится со студенткой Львовского университета Стеллой Тарутта, ставшая впоследствии его женой, ближайшим другом и помощником.
1961 год приносит Бабию зарубежные гастроли (Австрия, Болгария, Венгрия).
В том же году Бабий дебютирует как камерный певец, дав свой первый сольный концерт на сцене львовского оперного театра.
В 1962 году Бабий дебютирует на сценах «Большого» и «Кировского» театров в опере Верди «Аида» и получает приглашение на работу в эти театры.
Слава певца в Советском Союзе растёт от выступления к выступлению. Молодой певец — желанный гость на крупнейших концертных площадках и оперных сценах страны.
Мощному драматическому тенору, поражавшему красотой и экспрессией, были подвластны любые партии, в том числе и некоторые баритоновые. Но особый нерв, «пружина» в его драматическом темпераменте — классические героико-драматические и трагедийные образы — Хозе, Радамес, Манрико, Канио, Каварадосси, Герман. Его переезд в Минск в 1963 г. был связан с желанием выступить в партии Отелло в одноименной опере Дж. Верди, на постановку которой решился ГАБТ оперы и балета БССР. Спектакль в постановке дирижёра И. Абрамиса и режиссёра Д. Смолича получил широкую известность. Один из немногих советских артистов, З. Бабий активно гастролировал за рубежом, в том числе и за «железным занавесом» — в Австрии, Франции, Канаде. Тираж выпущенных пластинок с записями Зиновия Бабия превысил миллион экземпляров (!). Поразительно, но певец добился поистине легендарной славы в СССР, имея за плечами среднее специальное образование — Львовское музыкальное училище. Лишь в 1981 г. он получит диплом о высшем образовании в Белорусской консерватории, когда его исполнительская карьера, по сути, была уже завершена.
Во время гастролей в городе Минске певец получает приглашение на работу в Белорусский Государственный театр оперы и балета на его условиях, с гарантией осуществить его мечту о постановке оперы Верди «Отелло».
Руководство БССР создаёт для певца все необходимые условия, гарантируя при этом полную свободу творческого выбора.
Бабий даёт своё согласие на переезд в Белоруссию. Перед отъездом из Львова, чтобы попрощаться со своей любимой и благодарной публикой, чьим кумиром и любимцем он уже был на том момент, артист принимает решение выступить в течение одного вечера сразу в трёх партиях: Масканьи в «Сельская честь» (Туридду), Леонкавалло «Паяцы» — Пролог и непосредственно в партии Канио. Львовский оперный театр не в состоянии вместить всех желающих. Руководство города и театра идёт на беспрецедентный шаг, выводя трансляцию выступления на площадь перед театром и прилегающие к нему улицы.
В декабре 1962 года Бабий с супругой переезжают в город Минск, где в марте 1963 года рождается сын Игорь, а в апреле триумфально проходит премьера оперы Верди «Отелло». В том же году состоялся первый сольный концерт певца в зале «имени Чайковского» в Москве. Вот что писал в то время журнал «Советский Союз»: «Две с половиной тысячи билетов были распроданы в течение нескольких часов. Так встретила Москва первый сольный концерт 28 летнего певца Зиновия Бабия. Шумный и заслуженный успех артисту принесли необычайно красивый по тембру и мощи голос, незаурядные сценические данные».
Певец регулярно выступает на радио и телевидении. Его выступления транслируются на «Интервидению».
Продолжает расти гастрольная география певца. Зиновий Бабий записывает первый сольный «диск — гигант» с оркестром «Большого театра Союза ССР» под управлением Марка Эрмира.
В 1969 году певцу присваивается почетное звание «Заслуженного артиста БССР», а спустя полгода, в 1964 году — «Народного артиста БССР».
В 1964 году Зиновий вновь выступает с сольным концертом в Москве, в «Большом зале консерватории». В это же время в Москве проходят гастроли Миланского театра «Ла Скала». Руководство театра приглашает артиста принять участие в гастролях театра в Испании и Португалии, выступив в операх Верди «Аида», «Трубадур» и «Риголетто».
В эти годы рабочий график певца расписан буквально поминутно: репетиции, выступления по радио и телевидению, гастроли по стране и за рубежом: Австрия, Болгария, Венгрия, Швеция, Германия, Польша, Франция, Югославия, Румыния и другие страны. Его голос звучит над миром.
Блистательный тенор, обладатель одного из самых ярких голосов ХХ столетия, Зиновий Иосифович Бабий родился 27 января 1935 года в Украине. С 1963 по 1975 годы он был ведущим солистом Государственного академического Большого театра оперы и балета Беларуси, создав на его сцене галерею ярких незабываемых образов в операх Верди, Пуччини, Леонкавалло, Масканьи, Чайковского, Танеева и многих других композиторов. Великий тенор ХХ столетия, Зиновий Бабий был единственным исполнителем, выступавшим на всех оперных сценах Советского Союза. Артист с триумфом гастролировал в Австрии, Англии, Болгарии, Венгрии, Германии, Канаде, Испании Польше, Швеции, Финляндии, Франции, США, Румынии, Югославии, Японии и других странах. Колоссальный артистический талант и мастерское владение голосом позволили артисту создать неповторимые образы на сцене. В классических операх это — Фауст («Фауст» Ш. Гуно), Хозе («Кармен» Ж. Бизе), Каварадосси и Рудольф («Тоска» и «Богема» Дж. Пуччини), Канио («Паяцы» Р. Леонкавалло), Туридду («Сельская честь» П. Масканьи); в произведениях русских композиторов — Герман («Пиковая дама» П. Чайковского), Орест («Орестея» С. Танеева); в операх национального репертуара — Сергей («Алеся» Е. Тикоцкого).
В операх Дж. Верди подлинными шедеврами вокального искусства в исполнении Зиновия Бабия стали партии Манрико («Трубадур»), Радамеса («Аида»), Герцога («Риголетто») и, одна из лучших, партия Отелло («Отелло»), которую певец исполнил в 28 лет. Из-за тяжелой болезни сердца Зиновий Бабий был вынужден покинуть сцену. Певец перешел на работу в Белорусскую государственную филармонию и продолжал гастролировать как камерный певец. Обширный концертный репертуар артиста включал 18 сольных программ из произведений разных эпох и стилей. Записи певца и сегодня часто звучат по радио. Яркий солнечный тембр его голоса волнует и восхищает новые поколения слушателей — поклонников оперного искусства.
Но в 1971 году певца настигает тяжёлое заболевание сердца, приходится сократить напряжённый гастрольный график.
В 1975 году Бабий покидает сцену Государственного Большого театра Белоруссии. О выступлениях в оперных спектаклях не может быть и речи, артист переходит на работу в Белорусскую Государственную филармонию и продолжает выступать как концертно-камерный певец.
Но в апреле 1979 года, когда речь идёт уже не о продолжении творческой деятельности, а о жизни, в Москве, в Институте сердечно-сосудистой хирургии им. Бакулева, певцу проводят сложнейшую операцию на открытом сердце. Больше года Зиновий восстанавливается после операции и вновь возвращается к работе.
В этот период певец, как никогда много записывается на радио. Фирма «Мелодия» выпускает 4 «диска-гиганта».
В 1981 году Зиновий Иосифович заканчивает Белорусскую Государственную консерваторию и начинает педагогическую деятельность в Минском институте культуры, периодически гастролируя по стране. В этом же году певец прощается со сценой государственного Большого тетра БССР, выступив в партии Туридду в опере Масканьи «Сельская честь».
28 июля 1984 года артиста не стало. Он обрёл вечный покой на «Восточном» мемориальном кладбище г. Минска. За годы творческой деятельности Зиновием Бабием подготовлено более 40 сольных программ, создана галерея ярких, незабываемых образов в операх Верди: «Аида», «Отелло», Риголетто", «Трубадур». Пуччини: «Богема», «Мадам Батерфляй», «Тоска». Леонкавалио: «Паяцы», Масканьи «Сельская честь», Чайковский «Пиковая дама», Танеев «Орестея».
В разные годы партнёрами Бабия по оперной сцене были: Ирина Архипова, Тамара Милашкина, Питер Глосоп, Лучис Кишко, Елена Николас,
После кончины Зиновия Бабия во многих городах бывшего Советского Союза прошли концерты и спектакли памяти великого певца (Львов, Минск, Ташкент, Тбилиси и другие).
В 1987 году увидел свой вокальный цикл с названием: «Памяти великого певца и человека З. Бабия» муз. С. Макарова, стихи Ф. Г. Ларки, издательство «Музыка». Первое исполнение — солистка ГАБТ(а) СССР народная артистка РССР Людмила Нам.
В 1995 году в Минске прошёл международный оперный фестиваль теноров им. З. Бабия, посвящённый дням памяти великого певца.
4 декабря 2018 года состоялось торжественное открытие музея З. Бабия.
В нескольких населённых пунктах его любимой Украины улицы носят его имя.
Летом 2019 года в музее З. Бабия прошла презентация книги, посвященной жизни и творчеству З. Бабия «Отелло» с Украины З. Бабий. Автор Р. П. Береза, издательство «Пирамида». Память об «украинском гении вокала» продолжает жить спустя долгие года после его ухода. Его голос звучит из радио и теле-приёмников, живёт в сердцах и душах его многочисленных поклонников и почитателей.

## Память
После кончины, на доме, где родился певец была установлена мемориальная доска: «В этом доме 27 января 1935 года родился выдающийся украинский оперный певец Зиновий Бабий». Его именем на Родине названы улицы.
На доме в Минске, где жил певец, установлена мемориальная доска: «В этом доме с 1963 по 1984 годы жил выдающийся оперный певец Зиновий Бабий». На Родине певца решается вопрос об открытии мемориального дома-музея артиста.
После ухода певца из жизни руководство Львовской оперы в 2000 году, к 65-летию со дня рождения певца, оборудовало мемориальную гримуборную. В ней большой портрет певца и всегда живые цветы.
В 1987 году увидел свет вокальный цикл "Памяти великого певца и человека Зиновия Бабия (музыка С. Макарова, стихи Ф. Г. Лорки; издательство «Музыка»); первое исполнение — солистка ГАБТА СССР народная артистка РСФСР Людмила Нам.
В 1995 году прошёл Международный оперный фестиваль теноров им. Зиновия Бабия, посвященный дням памяти великого певца.
К 75-летию со дня рождения великого оперного певца на белорусском телевидении был подготовлен видеоряд, показанный позже телеканалом СТВ Архивная копия от 4 марта 2013 на Wayback Machine